# Heracles Almelo
Heracles Almelo je nizozemski profesionalni nogometni klub iz Almela. Osnovan je 1903. godine. U sezoni 2019./20. se natječe u Eredivisie, najvišem rangu nizozemskog nogometa. 

## Klupski uspjesi
- Prvenstvo Nizozemske u nogometu/Eredivisie (2): 1926./27., 1940./41.

## Igračka priznanja
- Najbolji strijelac lige
  -  Cyriel Dessers: 2020.

## Hrvatski igrači u Heraclesu
- Srđan Lakić

## Vanjske poveznice
- Službene stranice